# Żurawnica (przystanek kolejowy)
Żurawnica – przystanek kolejowy w Żurawnicy, w województwie lubelskim.
Przystanek funkcjonuje od 2 stycznia 2024. Posiada jednokrawędziowy peron o długości 150 metrów.